# Старое Рождествено
Старое Рождествено — село в Старомайнском районе Ульяновской области России. Входит в состав Кандалинского сельского поселения.

## География
Село находится в северной части Левобережья, в лесостепной зоне, в пределах Низкого Заволжья, на левом берегу реки Майны, на расстоянии примерно 35 километров (по прямой) к востоку от посёлка городского типа Старая Майна, административного центра района. Абсолютная высота — 82 метра над уровнем моря.
Климат
Климат характеризуется как умеренно континентальный, с тёплым летом и умеренно холодной снежной зимой. Средняя температура воздуха самого тёплого месяца (июля) — 20 °C (абсолютный максимум — 39 °C); самого холодного (января) — −13,8 °C (абсолютный минимум — −47 °C). Продолжительность безморозного периода составляет в среднем 131 день. Среднегодовое количество атмосферных осадков составляет 406 мм. Снежный покров образуется в конце ноября и держится в течение 145 дней.
Часовой пояс
Село Старое Рождествено, как и вся Ульяновская область, находится в часовой зоне МСК+1. Смещение применяемого времени относительно UTC составляет +4:00.

## История
Прошлое название — Верхняя Майна или Рождествено или Рождественское.
Изначально, в начале 1660-х годов, Старорождественские земли были отданы в пользование инородцам Свияжского уезда — служилым татарам, однако в начале 1680-х годов татар перевели в деревню Баран (ныне с. Иске-Рязап), а их земли были отданы очередной группе смоленских пленных: казаков и шляхтичей, которые после освобождения Смоленска первоначально несли службу в Казани, а затем, как казанских служивых иноземцев, они были устроены "на вечное житье и конную службу на Закамской черте". На том основании писец Волынский "учинил их землею", а "приказной Бурцев" разделил эту землю между 106 переселенцами по реке Майна, где и возникли нынешние сёла Старое Рождественное и Лесное Никольское. Само же селение Верхняя Майна (Старорождественное) было основано поручиком Степаном Селифановским "со товарищи" в 1674 году с получением ими здесь жалованной земли.
В 1735 году помещиком корнетом Висленевым была построена деревянная трёхпрестольная церковь — во имя Рождества Христова, Введения во храм Богородицы, пр. Александра Свирского.
В 1780 году, при создании Симбирского наместничества, село Рожественское Верхняя Майна  вошло в состав Ставропольского уезда.
В 1786 году на средства прихожан начато строительство деревянной Никольской церкви. В 1789 году была построена новая деревянная церковь — во имя святителя чудотворца Николая Архиепископа Мерликийского — Николая Угодника.
В 1841-44 годах последовало размежевание земель. Межевание проводилось с учетом, что часть селян получала возможность выселиться из села с поселением на новых местах, а группе удельных крестьян переселиться в село Малая Кандала.
В 1863 году в селе открылась приходская школа.
На 1889 год село Рождествено (Верхняя Майна) было волостным центром, в котором было: 2 церкви, базар по субботам, 1 ветряная и 2 водяных мельниц, в 376 дворах жило 2166 человек.
В 1904 году начато строительство новой деревянной церкви. 
Церковь в селе закрыли в 1929 году, а в следующем году сняли колокола. 
В 1930 году в селе Большое Рождественное 495 дворов и 2230 жителей.  
В начале 1930-х годов село получило нынешнее название — Старое Рождественное.  
С 1935 года село Рождественное административно стало относиться к Малокандалинскому району.  
В Великую Отечественную войну в село не вернулось 150 селян.  
В 1950 году колхозы села и деревень Сартоновка и Кологреевка объединились в колхоз имени партизана Львова, с марта 1952 года — колхоз имени Кирова. 
В 1959 году в селе было 870 жителей. 
В 1978 году в селе оставалось 167 дворов и 484 жителя. 
В 1999 году в селе 192 хозяйства и 531 житель. В селе есть школа, клуб, центральная усадьба колхоза имени Кирова.

## Население
| 1859 | 1889  | 1897  | 1910  | 2010 |
| ---- | ----- | ----- | ----- | ---- |
| 2187 | ↘2166 | ↗2330 | ↗3373 | ↘322 |

Национальный состав
Согласно результатам переписи 2002 года, в национальной структуре населения русские составляли 97 % из 471 чел.

## Достопримечательности
- Родник «Святой ключ»[13]